# Villanovaforru
Villanovaforru (en sardo: Biddanòa Forru) es un municipio de Italia de 700 habitantes en la provincia de Cerdeña del Sur, región de Cerdeña.

## Evolución demográfica
| Gráfica de evolución demográfica de Villanovaforru entre 1861 y 2001 |
|                                                                      |
| Fuente ISTAT - Elaboración gráfica de Wikipedia                      |